# Andrew Stewart Jones
Andrew Stewart-Jones (...) è un attore britannico.

## Biografia
Principalmente conosciuto per il ruolo di Crispus Allen nella serie tv Gotham (solo nella prima stagione), ha partecipato come guest in numerose serie come Sex and the City, Law & Order e Person of Interest.

## Filmografia

### Cinema
- Montclair (2007)
- The Girl in the Park (2007)
- The Good Guy (2009)
- È complicato (2009)
- I pinguini di Mr. Popper (2011)
- Dead Man Down - Il sapore della vendetta (2013)

### Televisione
- Sex and the City – serie TV, episodi 6x02-6x09-6x12 (2003)
- Squadra emergenza  (2005)
- The Wedding Album (2006)
- Una vita da vivere (2006)
- Gossip Girl (2007)
- Law & Order (2008)
- Castle (2009)
- 30 Rock (2009)
- Mercy (2010)
- Person of Interest (2011)
- Unforgettable (2012)
- The Good Wife (2012)
- Golden Boy (2013)
- The Tomorrow People (2013)
- Blue Bloods (2013)
- Gotham (2014–2015)
- The Blacklist (2016)
- Bull (2017)

## Doppiatori italiani
Nelle versioni in italiano delle opere in cui ha recitato, Andrew Stewart Jones è stato doppiato da:
- Stefano Alessandroni in NCIS: New Orleans, Blue Bloods (ep. 14x13)
- Roberto Certomà in Blue Bloods (ep. 4x10)
- Andrea Lavagnino in Gotham
- Davide Marzi in Bull